# Serge Vohor
Serge Rialuth Vohor, né le 23 avril 1955 dans le village de Port-Olry (île Espiritu Santo[réf. nécessaire]) et mort à Luganville le 22 novembre 2024, est un homme d'État vanuatais, ancien Premier ministre.
Il est quatre fois Premier ministre : du 21 novembre 1995 au 23 février 1996 ; du 30 septembre 1996 au 30 mars 1998 ; du 28 juillet au 11 décembre 2004 ; puis du 24 avril au 13 mai 2011. Ce quatrième mandat est invalidé par la Cour d'appel le 13 mai, au motif que l'élection de Serge Vohor avait été anticonstitutionnelle ; il avait été élu Premier ministre par une majorité relative des députés (vingt-six sur cinquante-deux), et non pas absolue.

## Biographie

### Carrière politique
Né en 1955, Serge Vohor est membre de l'Union des partis modérés (UPM), un parti francophone et conservateur. Il devient le président du parti en 1988, succédant au président fondateur Vincent Boulekone. 
Lors de l'arrivée au pouvoir de l'UPM en décembre 1991, Vohor devient ministre des Affaires étrangères du gouvernement de Maxime Carlot jusqu'en 1993. Il est nommé Premier ministre de décembre 1995 à février 1996, puis de septembre 1996 à mars 1998.
Les élections parlementaires de 1998 ne permettent pas à l'UPM de former un gouvernement de coalition mais Vohor rentre quand même au gouvernement en tant que ministre des Affaires étrangères de 1999 jusqu'en 2001. Les élections parlementaires de 2002 font de l'UPM le premier parti politique avec 15 sièges parlementaires devant le Vanuaaku Pati, 14 sièges. Vohor, face aux menaces du gouvernement australien de provoquer une guerre civile[Quoi ?], cède le poste de Premier ministre à Edward Natapei et reprend le portefeuille de vice-Premier ministre et ministre des affaires étrangères du gouvernement jusqu'en 2003. En contrepartie, l'UPM prend tous les portefeuilles ministériels de développement économique et construit en moins d'un an toutes les bases de la relance économique que connait le Vanuatu actuellement.
Les élections de 2004 sont un revers pour l'UPM qui ne possède plus que 8 sièges sur les 52 que compte le Parlement. Néanmoins Vohor sut trouver les alliances payantes avec des députés indépendants et des membres d'autres partis pour former un gouvernement et être nommé au poste de Premier ministre avec 28 voix contre 24 à son adversaire Ham Lini.
L'alliance qui a amené Vohor est rapidement renversée après que le Premier ministre ait unilatéralement indiqué que Vanuatu allait reconnaitre l'existence de la République de Chine. La République populaire de Chine qui fournit une aide financière importante s'est émue de cette déclaration. Après avoir menacé de retirer son aide, la majorité des députés a renversé le gouvernement Vohor, portant Ham Lini au poste de Premier ministre. Taïwan a toujours nié avoir promis une aide financière au Vanuatu.
L'UPM n'obtient que sept sièges aux élections législatives de septembre 2008, et demeure donc dans l'Opposition, mais Vohor conserve son siège de député. Quelques jours après la formation d'un gouvernement dirigé par Edward Natapei, l'UPM annonce qu'il a obtenu le soutien de députés de la majorité, et qu'il compte déposer une motion de censure parlementaire à l'encontre du nouveau gouvernement. Natapei répond en ouvrant son gouvernement à des ministres de l'UPM, et Vohor obtient le poste de ministre des Travaux publics.
Natapei et son gouvernement sont renversés par une motion de censure au Parlement le 2 décembre 2010, propulsant Sato Kilman au poste de Premier ministre, et reléguant un temps Vohor aux rangs de l'opposition. Le 24 avril 2011, Kilman est lui-même renversé par une motion de censure et, pour la quatrième fois, les députés élisent Serge Vohor au poste de Premier ministre. Il a le soutien, outre les 8 élus de son propre parti, des 10 parlementaires du Vanua'aku Pati, des 3 du Parti républicain, des 3 du Parti travailliste (dont Joshua Kalsakau, qui devient vice-Premier ministre), de 2 du Parti national unifié (Patrick Crowby et Thomas Isom), de l'unique élue du Parti de la famille d’abord (et unique femme membre du Parlement du Vanuatu, Eta Rory, qui devient ministre de l'Agriculture) et du seul député de Namangi-Aute (Paul Telukluk, qui obtient le portefeuille des Entreprises Ni-Vanuatu).[réf. nécessaire]
Son élection est invalidée par la Cour d'appel le 13 mai et Sato Kilman est réinvesti en tant que Premier ministre. Serge Vohor devient alors chef de l'opposition. 
Le gouvernement Kilman perd sa majorité parlementaire le 20 mars 2013, entraînant sa démission le lendemain. Le 23 mars, le nouveau Premier ministre Moana Carcasses Kalosil nomme Serge Vohor ministre de la Santé. Le 15 mai 2014, le Parlement démet le gouvernement Carcasses et nomme Joe Natuman au poste de Premier ministre. Le 16 juin 2015, Natuman est démis à son tour, et remplacé par Sato Kilman, qui nomme Serge Vohor ministre des Affaires étrangères.
Le 9 octobre 2015, Serge Vohor est reconnu coupable de corruption, avec treize autres députés (dont Carcasses et plusieurs autres ministres), pour avoir accepté des pots-de-vin de la part de Carcasses pour voter la destitution du gouvernement Natuman en juin. Le 22 octobre, Vohor est condamné à trois ans de prison ferme ainsi qu'à une peine d'inéligibilité. Il perd de ce fait son siège de député et, étant en prison et du fait de son inéligibilité, n'est pas autorisé à prendre part aux élections législatives de 2016. En février 2016, Ishmael Kalsakau lui succède comme chef de l'Union des partis modérés. Serge Vohor demeure inéligible aux élections législatives de 2020.
Le président de la République Tallis Obed Moses lui accorde en septembre 2021 la grâce présidentielle, en même temps qu'à deux autres anciens Premiers ministres : Charlot Salwai, condamné en février 2021 pour parjure, et Joe Natuman, condamné en 2018 pour entrave à la justice.  Cette grâce présidentielle lève la peine d'inéligibilité touchant les trois hommes, et leur permet de se présenter aux prochaines élections législatives s'ils le souhaitent. Tallis Obed Moses ne gracie toutefois pas l'ancien Premier ministre Moana Carcasses, condamné en 2015 à quatre ans de prison ferme pour corruption ainsi qu'à une peine d'inéligibilité.
En septembre 2022, il perd la présidence de l'Union des partis modérés, qu'il exerce depuis 34 ans, lorsque le congrès du parti élit Ishmael Kalsakau à cette fonction.
Serge Vohor meurt à Luganville le 22 novembre 2024, à l'hôpital provincial du Nord, à l'âge de 69 ans.